# Kompozycja łańcuchowa
Kompozycja łańcuchowa - sposób rozwijania wypowiedzi za pomocą powtórzenia i dopełnienia jakiegoś elementu członu poprzedniego, np.
Stoi w lesie stary grab,

Pod tym grabem leży drab,

Leży drab, a kilka os

Gryzie draba prosto w nos
(Jan Brzechwa)